# Troy Ruttman
Troy Ruttman (11 de março de 1930 – 19 de maio de 1997) foi um automobilista americano. Disputou corridas na Fórmula 1, na NASCAR e nas 500 Milhas de Indianápolis, prova que ele venceu em 1952.
Troy esteve em doze 500 Milhas de Indianápolis (sete quando a prova marcava pontos no Campeonato de Fórmula 1 de 1950 até 1960): 1949, 1950, 1951, 1952, 1954, 1956, 1957, 1960, 1961, 1962, 1963 e 1964.